# Zlín Z-135
Die Zlín Z-135 (auch Moravan Z-135) ist ein in der Tschechoslowakei hergestellter Hubschrauber.

## Geschichte
Die Entwicklungsarbeiten für einen leichten Schul- und Agrarhubschrauber begannen 1959. Die Konstruktion leitete der Ingenieur Jan Mikula. Das als Z-35 Heli-Trainer bezeichnete Modell absolvierte am 7. Oktober 1960 seinen Erstflug. Als Antrieb diente ein M-332 mit 103 kW (140 PS). Bei der ausgiebigen Erprobung konnte im August 1962 mit 5343 m ein nationaler Höhenrekord erflogen werden. Allerdings wurde während der Erprobung klar, dass dieser Hubschrauber einen stärkeren Motor benötigen würde. Bei einem Unfall des Z-35 in der Hohen Tatra im Jahr 1964 wurde das Heck des Hubschraubers zerstört. Bei der Reparatur wurde der stärkere Motor Walter M-337 und ein größerer Rotor eingebaut; die Maschine erhielt nun die Bezeichnung Z-135.
Die Maschine kam über das Prototypenstadium nicht hinaus, da die Hubschrauberentwicklung in der ČSSR zugunsten sowjetischer Konstruktionen eingestellt wurde. Der Prototyp kann im Luftfahrtmuseum Kbely besichtigt werden.

## Technische Daten
| Kenngröße             | Daten (Z-35)                       | Daten (Z-135)                        |
| --------------------- | ---------------------------------- | ------------------------------------ |
| Besatzung/Passagiere  | 1–2/1                              | 1–2/1                                |
| Rumpflänge            | 8,22 m                             | 9,00 m                               |
| Rotorkreisdurchmesser | 8,80 m                             | 10 m                                 |
| Höhe                  | 2,58 m                             | 2,58 m                               |
| Leermasse             | 490 kg                             | 503 kg                               |
| Startmasse            | 640 kg                             | 736 kg                               |
| Triebwerk             | 1 × Avia M-332 mit 140 PS (103 kW) | 1 × Walter M-337 mit 210 PS (154 kW) |
| Höchstgeschwindigkeit | 130 km/h                           | 130 km/h                             |
| Reisegeschwindigkeit  | 110 km/h                           | 110 km/h                             |
| Steiggeschwindigkeit  | 5,5 m/s                            | 4 m/s                                |
| Dienstgipfelhöhe      | 3250 m                             | 3550 m                               |
| Reichweite            | 320 km                             | 250 km                               |